# Калверт, Джордж Генри
Джордж Генри Калверт (англ. George Henry Calvert; 2 января 1803 — 24 мая 1889) — американский писатель

.

## Биография
Происходил из аристократической семьи Калвертов, был правнуком Чарльза Калверта, 5-й барона Балтимор.
Писал поэмы, трагедии и комедии, критические очерки, переводил с немецкого. Наибольшего внимания заслуживают его критические работы «Этюды о Гёте» (1872), «Вордсворт» (1878), «Шекспир» (1879); «Кольридж и Шелли» (1880).
Скончался 24 мая 1889 года в возрасте 86 лет.